# François Laurent Tricotel
François Laurent Tricotel, né le 17 septembre 1727 à Château-Salins (actuel département de la Moselle), mort le 11 octobre 1806 à Nancy (Meurthe), est un général de brigade de la Révolution française.

## États de service
Il entre en service le 12 avril 1743, comme lieutenant au régiment de Croix, milice de Lorraine, et le 1er novembre 1745, il devient enseigne au régiment de Saxe. Il fait les campagnes de 1745 à 1748, en Flandre, puis il est réformé le 12 janvier 1749.
Le 1er avril 1750, il est nommé lieutenant au régiment de Montureux, et il participe aux campagnes en Hanovre de 1757 à 1761. Il reçoit son brevet de capitaine le 21 février 1762 au bataillon de la milice de Bar, et il est admis aux invalides le 21 avril 1768.
Le 28 octobre 1791, il est élu lieutenant-colonel du 3e bataillon de volontaires de la Meurthe, et il sert à l’armée du Nord en 1792 et 1793. Le 25 mai 1792, il devient chef de la 6e brigade d’infanterie de la 2e division de l’armée du Centre, puis il prend le commandement de la place de Lille le 9 septembre 1792, et la place d’Arras le 2 octobre suivant. 
Le 18 octobre 1792, il est promu maréchal de camp provisoire par le général Dumouriez, il est admis à la retraite le 16 octobre 1793.
Il est remis en activité avec le grade de général de brigade le 26 juin 1796, comme commandant de la place d’Arras, et le 11 août 1797, il est envoyé à Montmédy. Il est réformé le 1er février 1799.
Il meurt le 11 octobre 1806 , à Nancy.

## Sources
- (en) « Generals Who Served in the French Army during the Period 1789 - 1814: Eberle to Exelmans »
- Étienne Charavay, Correspondance générale de Carnot, tome 2, imprimerie Nationale, 1892, p. 44.
- (pl) « Napoléon.org.pl »
- Carnet de sabretache : revue d’histoire militaire rétrospective, volume 8, Berger-Levrault, Nancy, 1900, p. 238.
- Georges Six, Dictionnaire biographique des généraux & amiraux français de la Révolution et de l'Empire (1792-1814) Paris : Librairie G. Saffroy, 1934, 2 vol.